# Brandstrup Mose
Brandstrup Mose er et moseområde ca. 3. km nord for Rødkærsbro,, 10 km sydøst for Viborg, i Viborg Kommune. I området er  52 ha udpeget som habitatområde nummer 34 under Natura 2000-projektet. 
Området er den sidste rest af et stort, sammenhængende moseområde, som stort set er drænet og afvandet og inddraget til landbrugsformål. Mosen ligger i en fordybning i et bakket morænelandskab og er dannet ved tilgroning af en sø. Store dele af højmosen har været anvendt til tørveindvinding, og der findes i dag kun to mindre områder med intakt tørveprofil. Som følge af den omfattende dræning er store dele af mosen i dag bevokset med primært birk og har karakter af sekundær skovbevokset tørvemose.
Mosen blev fredet i 1984 

## Eksterne kilder og henvisninger
1. ↑  Om fredningen på  fredninger.dk

- Om Naturstyrelsens genopretningsprojekt for mosen Arkiveret 12. februar 2012 hos  Wayback Machine
- Om Naturplan 34 Brandstrup Mose Arkiveret 3. september 2012 hos  Wayback Machine

|  | Denne artikel om lokaliteten Brandstrup Mose kan blive bedre, hvis der indsættes et (bedre) billede. Du kan hjælpe ved at afsøge Wikimedia Commons for et passende billede eller lægge et op på Wikimedia Commons med en af de tilladte licenser og indsætte det i artiklen. |

56°22′56.84″N 9°30′50.97″Ø / 56.3824556°N 9.5141583°Ø